# Invision Power Gallery
Invision Power Gallery, (ufficialmente IP.Gallery ma abbreviato anche in IPG) è un modulo ufficiale prodotto dalla Invision Power Services, Inc. per Invision Power Board.
Permette la creazione e la gestione di album fotografici pubblici o privati da parte degli utenti del forum.